# Lugelin

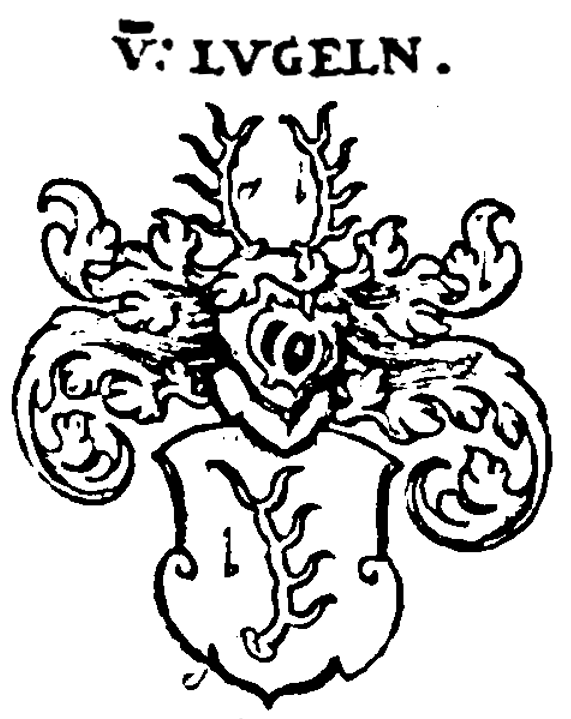
Wappen derer von Lugeln in Siebmachers Wappenbuch (hier mit nur einer Hirschstange)

Lugelin (auch: Lugelyne, Lüngeln, Lugeln, Ligelln, Lugellin) ist der Name eines in Niederhessen und dem westlichen Thüringen ab mindestens 1247, allerdings nur lückenhaft, bekundeten und 1494 im Mannesstamm erloschenen niederadligen Geschlechts.

## Geschichte

### 13. Jahrhundert
Das Geschlecht wird, soweit bisher bekannt, erstmals in den Jahren unmittelbar nach der 1247 erfolgten Abspaltung der Landgrafschaft Hessen von der Landgrafschaft Thüringen erwähnt, als Sophie von Brabant und ihr Sohn Heinrich das Kind fünf Burgsitze in der Stadt Felsberg stifteten und an ritterbürtige Geschlechter der Umgebung vergaben. Unter diesen Burgsitzinhabern waren die Lugelin.
Bereits 1262 war dann Gumpert Lugelin (Lugellin) einer der Zeugen bei der Bestätigung eines Verkaufs von Gütern in Verna an das Kloster Spieskappel durch die Brüder Thimo, Werner und Heinrich von Züschen. Gumpert und sein Bruder Werner wurden im Juli 1268 als ehemalige Lehnsbesitzer von Gütern in Singlis (Sungilsen) genannt. Der Ritter Werner Lugelin verzichtete auf Ansprüche an Güter zu Singlis, die Rucker von Bringhausen von ihm zu Lehen hatte und dem Kloster Haina übertrug. Gumperts Sohn Hermann Lugelin hingegen schenkte erst im Februar 1276 dem Kloster Haina seine Güter zu Singlis (Sungilsen), die zuvor Rucker von Bringhausen (Brunichusen) von ihm zu Lehen getragen hatte.

### 14. Jahrhundert
Als nächstes Mitglied des Geschlechts wird Werner Lugelin im Mai 1315 genannt, als er mit anderen Felsberger Burgmannen einen Vergleich des Ritters Hermann von Holzhausen mit dem Kloster Haina als Zeuge beurkundete. Er starb 1321, und seine Witwe Guda, geb. von Schartenberg, stiftete im Oktober des Jahres mit Zustimmung ihrer Söhne Hermann, Wernher und Stephan dem Kloster Weißenstein bei Kassel zum Gedächtnis ihres verstorbenen Gatten einen jährlichen Zins von der Forstmühle bei Niedervorschütz. Im Mai 1335 schenkten Albert von Schartenberg, seine Frau Jutta und ihre Söhne Stephan und Hermann seiner Schwester Guda, Witwe des Werner Lugelin in Felsberg, und ihren Söhnen Hermann, Werner und Stephan ein Haus in Felsberg, ein Viertel des Gerichts Dickershausen mit Wäldern, Wiesen, Leuten, Frei- und Lehengütern sowie eine Hufe in Lützelmaden. Dass die Lugelin weiterhin Burgmannen zu Felsberg waren, ist aus einem weiteren Dokument von 1335 ersichtlich, in dem die Herren von Schartenberg „dem Lugelin von Felsberg“ (offensichtlich einer von Werners und Gudas Söhnen) zwei Hufen im nahen Lützelmaden schenkten.
Im letzten Viertel des 14. Jahrhunderts wurde Albert Lugelin mehrfach genannt, u. a. als einer der Teilhaber der Niederen Gerichtsbarkeit in Maden, die er gemeinsam mit den Herren Holzsadel und Gerlach von Linne als landgräflich-hessisches Lehen innehatte. Ebenso hatte er ab kurz nach 1376 den dortigen Kirchensatz als hessisches Lehen. Im November 1378 verpfändeten er, seine Ehefrau Adelheid und beider Sohn Hermann für 402 fl. ihr gesamtes Hab und Gut zugunsten der Brüder Rainer und Hans von Falkenberg an Heimbert (Helmbrod) von Elben und Eckbert von Grifte; sollten die Lugelin die Summe nicht zurückzahlen, dürften sich Heimbert von Elben und Eckbert von Grifte an dem Hab und Gut der Lugelin schadlos halten. Um 1400 besaß Albert Lugelin auch drei Viertel des Gerichts Böddiger als landgräfliches Lehen.

### 15. Jahrhundert
Alberts und Adelheids Sohn Hermann wird in einer Fehdeerklärung vom 29. August 1394 des Landgrafen Hermann II. gegen Ernst von Ussler und dessen Kumpane als Helfer des Landgrafen genannt. 1402 gehörte Hermann zu einem Trupp landgräflicher Ritter, die während einer Fehde des Landgrafen Hermann II. mit Kurmainz die Weinberge des St. Petri-Stifts in Fritzlar verwüsteten. Im Jahre 1405 war er wohl heimlicher Rat des Landgrafen Hermann. Im November 1413 wird Else, Schwester des Hermann Riedesel (II.), als seine Ehefrau genannt. Etwa um diese Zeit erhielt er das Gericht zu Böddiger und das Gericht zu Maden je zur Hälfte als Mannlehen sowie als Burglehen Gärten, Äcker, Haus und Hof zu Felsberg und einige Wiesen. Im März 1415 unterzeichneten die Brüder Heinrich, Hans und Friedrich von Hundelshausen (Hunoldeshusen) einen Schuldbrief über 15 Silberlinge an Hermann Lugelin (Lugelyne) und dessen Ehefrau Else, und 1416 verpfändete Hermann von Falkenberg ein Gut in Rockshausen an Hermann Ludelin. Noch im Mai 1417 wurde er als Heimlicher Rat des Landgrafen Ludwig I. genannt. Hermanns Ehefrau Else verstarb bereits 1415, wohl kurz nach der Geburt ihres einzigen Sohns Andreas.
Andreas Lugelin (auch: Lüngel oder Lugeln) war der letzte männliche Spross seines Geschlechts in Felsberg. Er starb im Jahre 1480. Seiner Ehe mit Merge (Margarethe) von Storndorf entsprang die Tochter Anna, die den Burgsitz in Felsberg mit allem Zubehör erbte. Georg Landau bezeichnete sie, fälschlich, als Erbtochter des 1494 verstorbenen Rats und Amtmanns zu Vacha, Hermann Lugelin. Anna heiratete Otto II. von Boyneburgk zu Lengsfeld († 1466 zu Felsberg), der Stammvater derer von Boyneburg zu Lengsfeld wurde, und somit ging dieser Besitz an die von Boyneburg über. Der älteste Sohn des Paars, Hermann IV. von Boyneburg, nannte sich dann u. a. auch von Felsberg. Der zweite Sohn, Ludwig (1466–1537), hatte unter den Landgrafen Wilhelm II. und Philipp I. von Hessen hohe und höchste Staatsämter inne: Rat, Landvogt an der Werra, Hofmeister, Statthalter an der Lahn, Hofrichter, Landhofmeister und Vormundschaftsregent.

### Hermann Lugelin, letzter des Geschlechts
Als letztes und wohl bedeutendstes männliches Mitglied des Geschlechts findet Hermann Lugelin von 1459 bis zu seinem Tod im Jahre 1494 urkundliche Erwähnung, allerdings mit zeitweise erheblichen Lücken in der Zeitleiste. Er war Hofmeister, Marschall, Amtmann und Rat mehrerer Landesherren: die Landgrafen Ludwig II., Wilhelm I. und Wilhelm II. von Hessen, Landgraf Wilhelm III. von Thüringen, und der Fürstabt Johann II. des Klosters Fulda. Zu seiner Abstammung und seinem verwandtschaftlichen Verhältnis zu anderen Lugelin ist bisher nichts bekannt. Seine erste urkundliche Erwähnung stammt aus dem Jahr 1459, als er wohl bereits dem Landgrafen Ludwig II. als Hofmeister diente. Mindestens noch bis Dezember 1466 war er Hofmeister Ludwigs II. Er war 1462 einer der Unterhändler des Landgrafen bei den Verhandlungen, bei denen der Landgraf die ihm verpfändeten Mainzer Besitzungen zwischen Diemel und Weser endgültig in seinen Besitz brachte. Bei den vergeblichen Verhandlungen 1466 und 1467 zur Teilung Hessens zwischen den Brüdern Ludwig II. und Heinrich III., die letztlich 1469 im Hessischen Bruderkrieg gipfelten, war er einer der von Ludwig II. benannten Schiedsmänner.
Danach trat Lugelin in den Dienst des Landgrafen Wilhelm III. von Thüringen, 1467 bis 1471 als dessen Marschall und zeitweise auch als Amtmann zu Gotha. Im November 1468 ist er dort als solcher bekundet. Dass er 1486 Amtmann zu Gotha gewesen sein soll, wie mancherorts erwähnt, ist wohl ein Zahlendreher. Noch 1475 wurde er als Wilhelms Amtmann und Rat bezeichnet. Anfang 1475 befand er sich während der Kölner Stiftsfehde und der Belagerung von Neuss mit thüringischen und hessischen Truppen des von Kaiser Friedrich III. aufgebotenen Reichsheers am Rhein. Während seiner Tätigkeit in sächsisch-thüringischem Dienst übernahm er von seinen Neffen, den Brüdern Hermann (III.) und Georg Riedesel zu Eisenbach, die Krayenburg als thüringisch-sächsisches Lehen. Die Riedesel erwarben die Burg 1482 zurück, als Lugelin wieder in hessischen Dienst wechselte. Das deutet darauf hin, dass Lugelin noch bis etwa um diese Zeit im Dienste Wilhelms III. stand und die Burg zumindest als zeitweisen Wohnsitz nutzte.
In der Folge findet Lugelin sich vornehmlich wieder in hessischem Dienst. Bereits im November 1481 gab Landgraf Heinrich III. von Oberhessen, Vormund seiner niederhessischen Neffen Wilhelm I. und Wilhelm II., sein Einverständnis zur Verpfändung der Burg Ludwigseck durch Hermann und Georg Riedesel an ihren Oheim Hermann Lugelin; bereits im Juni 1483 löste die Landgräfin Mechthild, Witwe Ludwigs II. von Hessen, Ludwigseck wieder ein. Lugelin wurde urkundlich mindestens von August 1483 bis August 1484 als Hofmeister und Rat des Landgrafen Wilhelm I. bezeichnet. Im Januar 1483 verpfändete Fürstabt Johann II. von Fulda das fuldische halbe Drittel des Amts Vacha an Hermann Lugelin. Noch im gleichen Jahr wurde Lugelin, der die Witwe des kurz zuvor verstorbenen Johannes von der Tann geheiratet hatte, von Landgraf Wilhelm I. als Nachfolger von der Tanns zum Amtmann des hessischen Teils am Amt Vacha bestellt. Dieses Amt bekleidete er bis kurz vor seinen Tod im Jahre 1494. Im September 1483 lieh er dem Abt 1000 fl., damit dieser das Amt Gerstungen vom Thüringer Landgrafen Wilhelm III. einlösen konnte, und der Abt verschrieb ihm dafür als Pfand ein Drittel an Burg und Amt Rockenstuhl. Am 12. November 1483 teilte Abt Johann der Stadt Vacha mit, dass er die dortige Kellerei ebenfalls seinem Rat Hermann Lugelin übertrage. Als Amtmann in Vacha und Rat des Landgrafen Wilhelm I. war Lugelin im Mai 1487 einer der vom Landgrafen gestellten Vermittler bei den Verhandlungen zur Landesteilung Niederhessens zwischen den Brüdern Wilhelm I. und Wilhelm II. Auch nachdem Wilhelm I. die Herrschaft 1493 zu Gunsten seines Bruders niedergelegt hatte, blieb Lugelin weiterhin Amtmann in Vacha und landgräflicher Rat. Schon im Juli 1490 und erneut im März 1492 hatte ihn Wilhelm II. als einen seiner Statthalter in Kassel benannt. Lugelin wurde letztmals am 8. März 1494 als Rat und Amtmann Wilhelms II. genannt und starb vor Juli 1494.

## Wappen
Blasonierung: In Blau ein goldenes Hirschgeweih. auf dem Helm mit blau-goldenen Decken ein rechts goldenes und links blaues Hirschgeweih.
Davon abweichend ist in Siebmachers Wappenbuch im Schild nur eine Hirschstange dargestellt.